# Guy Laforest
 (décembre 2017).
Si vous disposez d'ouvrages ou d'articles de référence ou si vous connaissez des sites web de qualité traitant du thème abordé ici, merci de compléter l'article en donnant les références utiles à sa vérifiabilité et en les liant à la section « Notes et références ».
Guy Laforest est un politologue, un homme politique et un professeur québécois.
Il a dirigé le département de science politique de l'Université Laval.
En 1995, il a appuyé le camp du OUI lors du référendum sur la souveraineté du Québec et a fréquemment débattu avec Stéphane Dion, alors professeur à l'Université de Montréal, sur les ondes de Radio-Canada.
Il est le président de l'Action démocratique du Québec de 2002 à 2004. Il est candidat défait de l'ADQ dans la circonscription de Louis-Hébert lors de l'élection générale québécoise de 2003.
Entre 2017 et 2022, il est nommé directeur général de l'École nationale d'administration publique (Université du Québec) par le gouvernement du Québec.
Laforest est collaborateur pour la revue Argument.

## Monographies, ouvrages dirigés et préfacés en français
- Guy Laforest, Les rôles de l'idéologie libérale dans le dix-neuvième siècle vénézuélien (mémoire en science politique), Montréal, Université McGill, 1981, 139 p.
- Guy Laforest, Les sciences humaines modernes: diversité épistémologique et complémentarité politique (doctorat en science politique), Montréal, Université McGill, 1986, 439 p.
- Guy Laforest, Diane Lamoureux et François Blais (dir.), Libéralismes et nationalismes : philosophie et politique, Québec, Presses de l’Université Laval, 1990, 238 p.
- Charles Taylor, Rapprocher les solitudes : écrits sur le fédéralisme et le nationalisme au Canada (présenté par Guy Laforest), Québec, Presses de l’Université Laval, 1990, 233 p.
- Louis Balthazar, Guy Laforest et Vincent Lemieux (dir.), Le Québec et la restructuration du Canada, 1980-1992 : enjeux et perspectives, Sillery, Septentrion, 1991, 312 p.
- Guy Laforest, Trudeau et la fin d'un rêve canadien, Sillery, Septentrion, 1992, 265 p.
- Guy Laforest, De la prudence : textes politiques, Montréal, Boréal, 1993, 209 p.
- Guy Laforest, De l'urgence : textes politiques 1994-1995, Montréal, Boréal, 1995, 200 p.
- Guy Laforest, Michaël Elbaz et Andrée Fortin (dir.), Les frontières de l’identité: modernité et postmodernisme au Québec, Québec, Presses de l’Université Laval, 1997, 384 p.
- Guy Laforest et Philippe de Lara (dir.), Charles Taylor et l’interprétation de l’identité moderne, Québec, Presses de l’Université Laval, 1998, 372 p.
- Guy Laforest et Roger Gibbins (dir.), Sortir de l'impasse : les voies de la réconciliation, Montréal, Institut de recherches en politiques publiques, 1998, 484 p.
- Guy Laforest, Pour la liberté d’une société distincte. Parcours d'un intellectuel engagé, Québec, Presses de l’Université Laval, 2004, 366 p.
- Michel Seymour et Guy Laforest, Le fédéralisme multinational : un modèle viable?, Bruxelles, Peter Lang, 2011, p. 344
- Eugénie Brouillet, Alain-G. Gagnon, Guy Laforest et Yves Tanguay (dir.), Ces constitutions qui nous ont façonnés : anthologie historique des lois constitutionnelles antérieures à 1867, Québec, Presses de l'Université Laval, 2014, 372 p.
- Guy Laforest, Un Québec exilé dans la fédération : essai d'histoire intellectuelle et de pensée politique, Montréal, Québec Amérique, 2014, 280 p.
- Eugénie Brouillet Alain-G. Gagnon et Guy Laforest, La Conférence de Québec de 1864, 150 ans plus tard. Comprendre l’émergence de la fédération canadienne, Québec, Presses de l’Université Laval, 2016, 384 p.
- Amélie Binette Patrick Taillon Guy Laforest, Jean-Charles Bonenfant et l’esprit des institutions, Québec, Presses de l'Université Laval, 2018, 462 p.

## Ouvrages en anglais
- (en) Charles Taylor, Reconciling the Solitudes: Essays on Canadian Federalism and Nationalism (introduction by Guy Laforest), Montréal, McGill-Queen’s University Press, 1993, 192 p.
- (en) Guy Laforest and Douglas Brown, Integration and Fragmentation: the Paradox of the late twentieth century (Reflexion Paper No. 12), Kingston, Institute of Intergovernmental Relations, 1993, 122 p.
- (en) Guy Laforest, Trudeau and the end of a Canadian dream, Montréal, McGill-Queen’s University Press, 1995, 217 p.
- (en) Guy Laforest and Roger Gibbins (eds.), Beyond the impasse : toward reconciliation, Montréal, Institute for Research on Public Policies, 1998, 446 p.
- (en) Durham, Lord, Lord Durham's Report: Text Abridged by Gerald M. Craig, Introduction by Janet Ajzenstat, Afterword by Guy Laforest, Montréal, McGill-Queen’s University Press, 2006, 262 p.
- (en) Guy Laforest, Interpreting Quebec's exile within the federation : selected political essays, Bruxelles, Peter Lang, 2014, 206 p.
- (en) Guy Laforest, Eugénie Brouillet, Alain-G. Gagnon and Yves Tanguay (eds.), The constitutions that shaped us : a historical anthology of pre-1867 Canadian constitutions, Montréal, McGill-Queen’s University Press, 2015, 362 p.
- (en) Guy Laforest and André Lecours (eds.), Laforest, Guy et André Lecours, The parliaments of autonomous nations, Montréal, McGill-Queen’s University Press, 2016, 258 p.
- (en) Eugénie Brouillet, Alain-G. Gagnon and Guy Laforest (eds.), The Quebec conference of 1864 : understanding the emergence of the Canadian federation, Montréal, McGill-Queen's University Press, 2018, 361 p.
- (en) Micheal Keating et Guy Laforest, Constitutional Politics and the Territorial Question in Canada and the United Kingdom: Federalism and Devolution Compared, Londres, Palgrave Macmillan, 2018, 194 p.
- (en) André Lecours, Nikola Brassard-Dion and Guy Laforest (eds.), Constitutional politics in multinational democracies, Montréal, McGill-Queen’s University Press, 2021, 214 p.